# Technical death metal
Technical death metal, eller teknisk dödsmetall på svenska, är en subgenre till death metal. Denna subgenre är väldigt teknisk och innehåller både komplicerade trumkomp och snabba gitarriff. Technical death metal skiljer sig från death metal inte bara med att det är mer tekniskt och generellt snabbare utan att det ofta är melodiskt (många band använder typiska gitarrsolon medan andra instrument spelar snabbt på i bakgrunden). När brutal death metal-bandet Nile dök upp i början av 1990-talet utvecklades teknisk death metal och blev ännu mer teknisk och komplicerad. Dock är gränsen mellan teknisk och brutal dödsmetal hårfin och många grupper tillhör båda lägren.

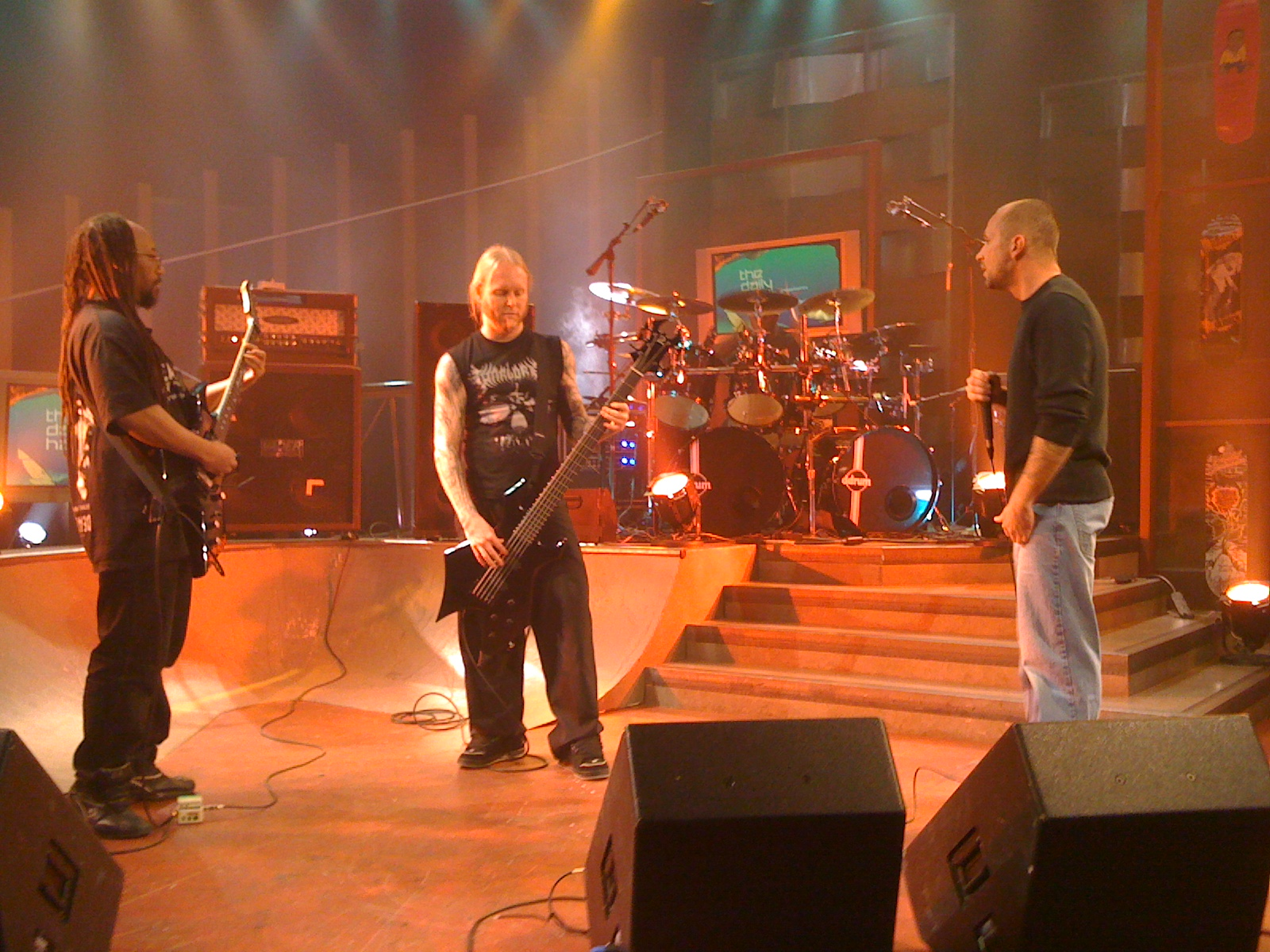
Suffocation hör till de mest framstående banden i utvecklingen av technical death metal. Flera skivbolag visade stort intresse för kontrakt med bandet i början av 1990-talet.

Technical death metal skapades genom att band som Cynic, Death och Atheist (tidigare Oblivion och R.A.V.A.G.E.) experimenterade med att blanda in element från jazz i dödsmetallen. Efterhand kom även många band influerade av klassisk musik så som Beethoven, Bach, Prokofjev, Mozart och andra stora europeiska kompositörer. Dessa influenser ledde till att musiken blev mer och mer komplicerad med varierande tempon, tekniker och takter, vilket i sin tur har lett till dess kaotiska natur med mängder av synkoperingar och polyrytmik, ofta utan utmärkande refränger eller verser samt med atonala eller dissonanta ackord. 
Utvecklingen är stor inom denna genere där band alltid försöker komma på något nytt och originellt för att särskilja sig från mängden. Med jämna mellarum kommer band som spränger gränserna och utvecklar musiken ytterligare ett steg, exempelvis Necrophagist och Immolation.

## Grupper/band
- Aeon
- Aletheian
- All Shall Perish
- Amoral
- Anata
- As they Sleep
- Atheist
- Beneath the Massacre
- Blood Red Throne
- Brain Drill
- Burning Inside
- Capharnaum
- Cryptopsy
- Cynic
- Death
- Decapitated
- Decrepit Birth
- Fleshgod Apocalypse
- Gorguts
- Gorod
- Krisiun
- Lykathea Aflame
- Mortification
- Necrophagist
- Neuraxis
- Nile
- Odious Mortem
- Origin
- Pitbulls in the Nursery
- Psycroptic
- Spawn of Possession
- Suffocation
- Sympathy
- The Faceless
- The Shattering
- Trojan
- Viraemia
- Visceral Bleeding